# تئاتر ایمپریال
تئاتر ایمپریال (انگلیسی: Imperial Theatre) یک سالن تئاتر متعلق به سازمان شوبرت در شهر نیویورک، آمریکا است.
این تئاتر که در سال ۱۹۲۳ تأسیس شده در منطقه تئاتر برادوی قرار دارد و دارای ۱٬۴۱۷ نفر ظرفیت است.